# Mesquita del Profeta

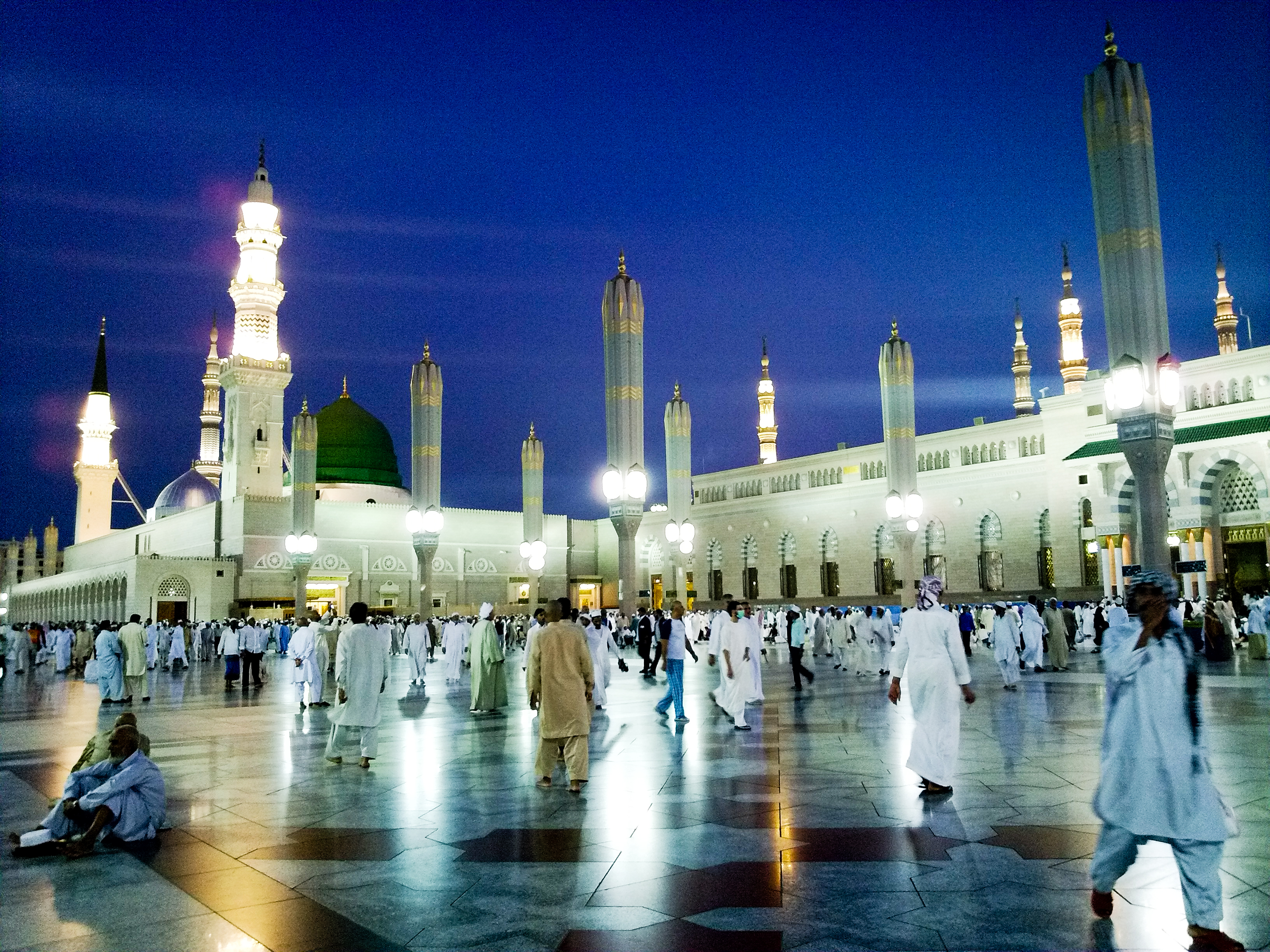
Vista nocturna de la mesquita del Profeta

La mesquita del Profeta (àrab: المسجد النبوي, al-Masjid an-Nabawī) és una mesquita a Medina (Aràbia Saudita) on hi reposen les despulles del profeta Muhàmmad, d'Abu-Bakr as-Siddiq i d'Úmar ibn al-Khattab. Va ser la segona mesquita de la història i actualment és una de les més grosses del món. És el segon lloc més sagrat de l'islam, després de la Gran mesquita de la Meca, que conté la Kaba. Situada a l'antic centre de Medina, envoltada d'hotels i vells mercats, la mesquita del Profeta constitueix una important destinació de peregrinació, i està oberta les vint-i-quatre hores del dia durant tot l'any.
Segons la tradició, l'indret on s'erigeix era adjacent a la casa en la qual Muhàmmad es va establir quan va arribar a Medina després de l'hègira, l'any 622. La mesquita original era un edifici a l'aire lliure que també va servir com a centre comunitari i escola religiosa, i Muhàmmad en persona va participar en la construcció. El pla bàsic de l'edifici es va adoptar després per crear altres mesquites arreu del món. Amb el pas dels anys, els governants islàmics posteriors la van ampliar i decorar, i el 1909 va ser el primer indret de la península Aràbiga que va disposar de llum elèctrica.
Una de les característiques més notables de l'edifici és la cúpula verda, situada a la cantonada sud-est i on hi ha la tomba del profeta. L'any 1279, hom va construir una cúpula de fusta sobre la tomba que va ser reconstruïda i renovada diverses vegades. La cúpula va ser pintada de verd per primer cop l'any 1837, fins a arribar a ser coneguda com la cúpula Verda.